# 牧者叢市場站
牧者叢市場站（英語：Shepherd's Bush Market tube station）是英國倫敦地鐵的車站，位於倫敦西部的牧者叢地區。牧者叢市場站是環線和漢默史密斯及城市線的車站，位於倫敦第2收費區。車站開通於1864年6月13日。

## 外部連結
- . London Transport Museum.   [2016-02-28]. （原始内容存档于2008-03-18）.
  - Shepherd's Bush station platform, 1934, note Metropolitan line style diamond "roundel".
- . Always Touch Out. （原始内容存档于2004-07-13）.